# سو بالمر
سو بالمر (بالإنجليزية: Sue Palmer)‏ هي مُدرسة وكاتِبة بريطانية، ولدت في 1948 في مانشستر في المملكة المتحدة.